# Алькала, Мария Луиса
Мария Луиса Алькала (исп. Maria Luiza Alcala; 26 марта 1943, Мехико, Мексика — 21 февраля 2016, там же) — известная мексиканская актриса-комик театра и кино, диктор, мастер дубляжа и режиссёр.

## Биография
Родилась 26 марта 1943 года в Мехико. Работала диктором радио. В мексиканском кинематографе дебютировала в 1948 году в 5-летнем возрасте и с тех пор приняла участие в 33 работах в кино в качестве актрисы и режиссёра. Телесериалы Чаво с восьмого, Cachun cachun ra ra, Узурпаторша, Привилегия любить, Малышка Эми, Мачеха и Роза Гваделупе оказались наиболее успешными в карьере актрисы и режиссёра. Была номинирована два раза на премии Grafica de Oro и TVyNovelas и оба раза одержала победу. В 2012 году основала фонд в поддержку ВИЧ-инфицированных детей и стала послом здоровья. В 2013 году на станции метро Пантитлан была открыта экспозиция актрисы в связи с 65-летием творческой деятельности.
Скоропостижно скончалась 21 февраля 2016 года в Мехико во сне, немного не дожив до своего 73-летия.

## Личная жизнь
Была замужем за Эктором Эспиноза свыше 40 лет, но личная жизнь разрушила новая любовь супруга. В этом браке у актрисы родилось двое детей — Габриэль и Пилар.

## Фильмография
- Герои севера (сериал, 2010 – 2012) Los Héroes del Norte ... Bruja
- Роза Гваделупе (сериал, 2008 – ...) La rosa de Guadalupe ... Nicanora
- Мачеха (сериал, 2005 – 2007) La madrastra ... Fanny
- Малышка Эми (сериал, 2004) Amy, la niña de la mochila azul ... Virginia Salazar
- Nuria y el fantasma (2001)
- Тюрьма 3 (1999) Reclusorio III
- Привилегия любить (сериал, 1998 – 1999) El privilegio de amar ... Remedios López
- Узурпаторша (сериал, 1998 – ...) La usurpadora ... Filomena
- Эсмеральда (сериал, 1997) Esmeralda ... Doña Socorro 'Socorrito'
- La loteria (1993) ... Rich Woman
- Borrachas de pulqueria (1992) ... Perrorra
- Cándido de día, Pérez de noche (1992) ... Claudia
- Cándido Pérez, especialista en señoras (1991) ... Claudia
- Частный следователь ... очень личное (1990) Investigador privado... muy privado + режиссёр
- El inocente y las pecadoras (1990)
- Peligro paradas continuas (1989)
- Барокко (1989) Barroco
- Изнасилование (1989) Violación + режиссёр
- Un paso al más aca (1988) ... Lupe
- Los plomeros y las ficheras (1988) ... (в титрах: Ma. Luisa Alcalá)
- Доктор Кандидо Перес (сериал, 1987) Cándido Pérez, Dr. ... Claudia
- Relampago (1987) ... Fufurra
- Duro y parejo en la casita de pecado (1987)
- La lechería (1986)
- Casos de alarma (1986) ... Verdulera
- Скорпион (1986) La Alacrana + режиссёр
- Ese loco, loco hospital (1986)
- Historia de payasos (1983)
- ¡¡Cachún cachún ra ra!! (сериал, 1981) ... Mamá de Chicho (1981)
- La palomilla al rescate (1976) ... Hermana de Pedro
- El rey (1976) ... Anastasia
- Чаво с восьмого (сериал, 1972 – 1992) El chavo del ocho ... Malicha
- Хулиган (1969) El golfo

## Театральные работы
- Книга джунглей
- Маленький принц